# Ejido los Desmontes
Ejido los Desmontes är en ort i Mexiko.   Den ligger i kommunen San Diego de la Unión och delstaten Guanajuato, i den centrala delen av landet, 280 km nordväst om huvudstaden Mexico City. Ejido los Desmontes ligger 2 051 meter över havet och antalet invånare är 239.
Terrängen runt Ejido los Desmontes är varierad. Runt Ejido los Desmontes är det ganska glesbefolkat, med 38 invånare per kvadratkilometer. Närmaste större samhälle är San Diego de la Unión, 5,6 km norr om Ejido los Desmontes. Omgivningarna runt Ejido los Desmontes är i huvudsak ett öppet busklandskap.